# Sericozenillia albipila
Sericozenillia albipila là một loài ruồi trong họ Tachinidae.